# Sid Ahmed Rafik Mazouzi
Sid Ahmed Rafik Mazouzi (en arabe : سيد أحمد رفيق معزوزي) est un footballeur algérien né le 1er février 1989 à Alger. Il évoluait au poste de gardien de but.

## Biographie

### En club
Mazouzi évolue en première division algérienne avec les clubs de l'USM Alger, du WA Tlemcen, du RC Arbaâ, du CA Batna, de l'USM El Harrach, et du MC Oran. De 2010 à 2020, il joue 93 matchs en première division, sans inscrire de but.

### En équipe nationale
Le 16 novembre 2011, Mazouzi est sélectionné au sein de l'équipe algérienne U23 pour le Championnat d'Afrique des nations des moins de 23 ans 2011 organisé au Maroc.

## Palmarès
USM Alger
- Championnat d'Algérie (1) :
  - Champion : 2013-14.